# 化学生態学
化学生態学（かがくせいたいがく、英語：chemical ecology）とは、生物体同士の相互作用に関わる化学物質について研究する学問である。生態学を化学・生化学的な観点から研究する。シグナル分子、毒素、その他の有機化合物の生産及びそれらへの応答について扱う。化学生態学は、蟻や蜂、シロアリ等の社会性昆虫において、社会組織でのコミュニケーションに不可欠なものとして特に重要である。さらに化学生態学では、潜在的な捕食者やその他の生物を攻撃し、身を守るための防護物質なども対象としている。